# Horní Pováží

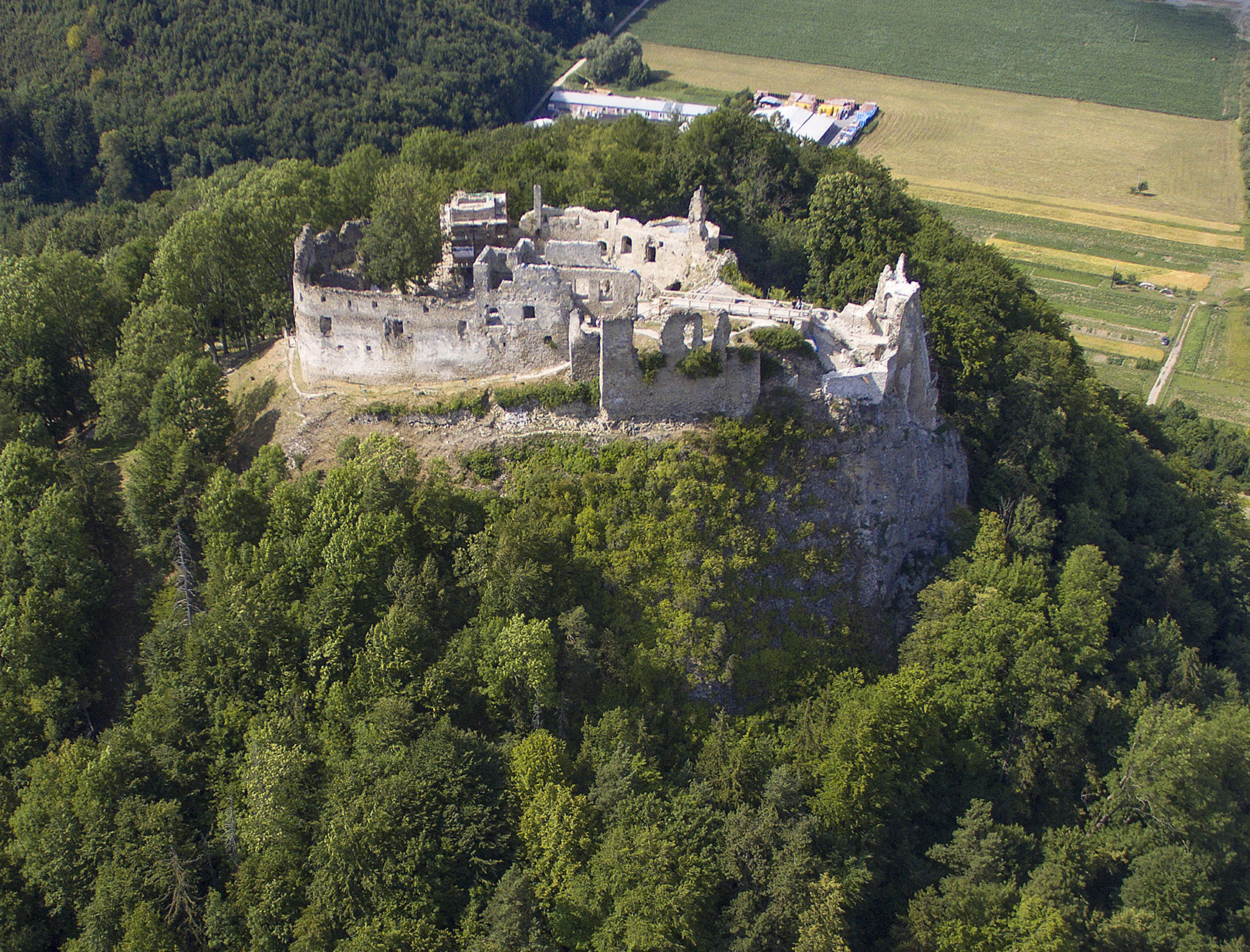
Považský hrad

Horní Pováží (Severopovážský region cestovního ruchu) nebo v některých textech Severní Pováží je slovenský region a region cestovního ruchu.
Jako region cestovního ruchu oficiálně zahrnuje:
- Okres Bytča
- Okres Považská Bystrica
- severní část okresu Púchov
- Okres Žilina

Horní Pováží patří také mezi poměrně hustá městská uskupení na Slovensku, obvykle se tímto termínem označuje tzv. aglomerace Horní Pováží.